# Writing on The Walls
«Writing on The Walls» — четвертий сингл американського хардкор-гурту Underoath. Перший сингл з альбому Define The Great Line.
Пісня є однією з тих, що вміщує ідею християнства. Сингл включає офіційну версію пісні та відеокліп до неї (що 2007 року був номінований на Grammy у номінації «Best Short Form Music Video»).

## Відеокліп
Текст пісні сумісно з відео були проаналізовані фанатами на деяких форумах. Більшість з них притримується думки, що сенсом пісні є очікування на повернення людини з «підвішеного стану». Також промайнула думка, що пісню було присвячено сусіду одного з вокалістів, що помер від передозування наркотиків.
Саме відео було відзняте 2006 року у Швеції режисерами Popcore films: Андерсом Форсманом, Рагнаром Гранстрандом і Лінусом Йохансоном. На відео показано будинок на безлюдному острові, в одній з кімнат якого хлопчик намагається поцілувати дівчинку, в інших декількох показане буденне життя сусідів, а ще в одній грає сам гурт. Посередині відео одна з сусідок знаходить мертвим чоловіка на верхньому поверсі, і в паніці починає викликати поліцію. Наприкінці відео будинок починає зповнюватись водою, і після цього події повторюються з початку. Відео завершується гроул-партією Спенсера Чемберлейна та різким зникненням будинку в далечині океану.
Згідно з сайтом «inspiration room», відео показує життя хлопця та дівчинки, які обмежені метафізичними стінами.

## Трек-лист
1. Writing On The Walls (04:02)
2. Writing On The Walls (music video) (04:02)

## Склад виконавців
1. Timothy McTague / guitars (lead), vocals (backing)
2. Christopher Dudley / keyboards, synthesizers
3. Aaron Gillespie / drums, percussion, vocals (clean), lyrics
4. Grant Brandell / bass
5. Spencer Chamberlain / vocals (lead), lyrics
6. James Smith / guitars (rhythm)